# 國家警察紀念碑
國家警察紀念碑（英語：National Police Memorial）是一座位於英國倫敦鬧區的紀念碑，用以紀念英國境內值勤時身亡的警員，由英國建築師諾曼·福斯特勳爵和丹麥建築師佩爾·阿諾迪設計、於2005年揭幕，而福斯特事務所的專案建築師為彼得·里德利（Peter Ridley）。

## 歷史背景
1984年時，英國電影導演米高·溫納在伊馮妮·弗萊徹警員命案後組建了警察紀念信託组织，其創會之初主要專注於警察殉職地點的小型紀念物樹立工作，1990年代中期之後亦著手遊說、籌資興建更大的單座紀念設施，以茲紀念所有在勤務過程中喪生的警員。溫納表示「陸、海、空三軍士兵的紀念物已是司空見慣，但警察打的卻是一場無始無終的戰爭」。
溫納自費捐獻了50萬英鎊投入立碑活動，而經費當中剩餘的230萬則透過公眾募款籌得。歷經10年活動後，西敏市議會在2002年10月批准了規劃。

## 設計及興建

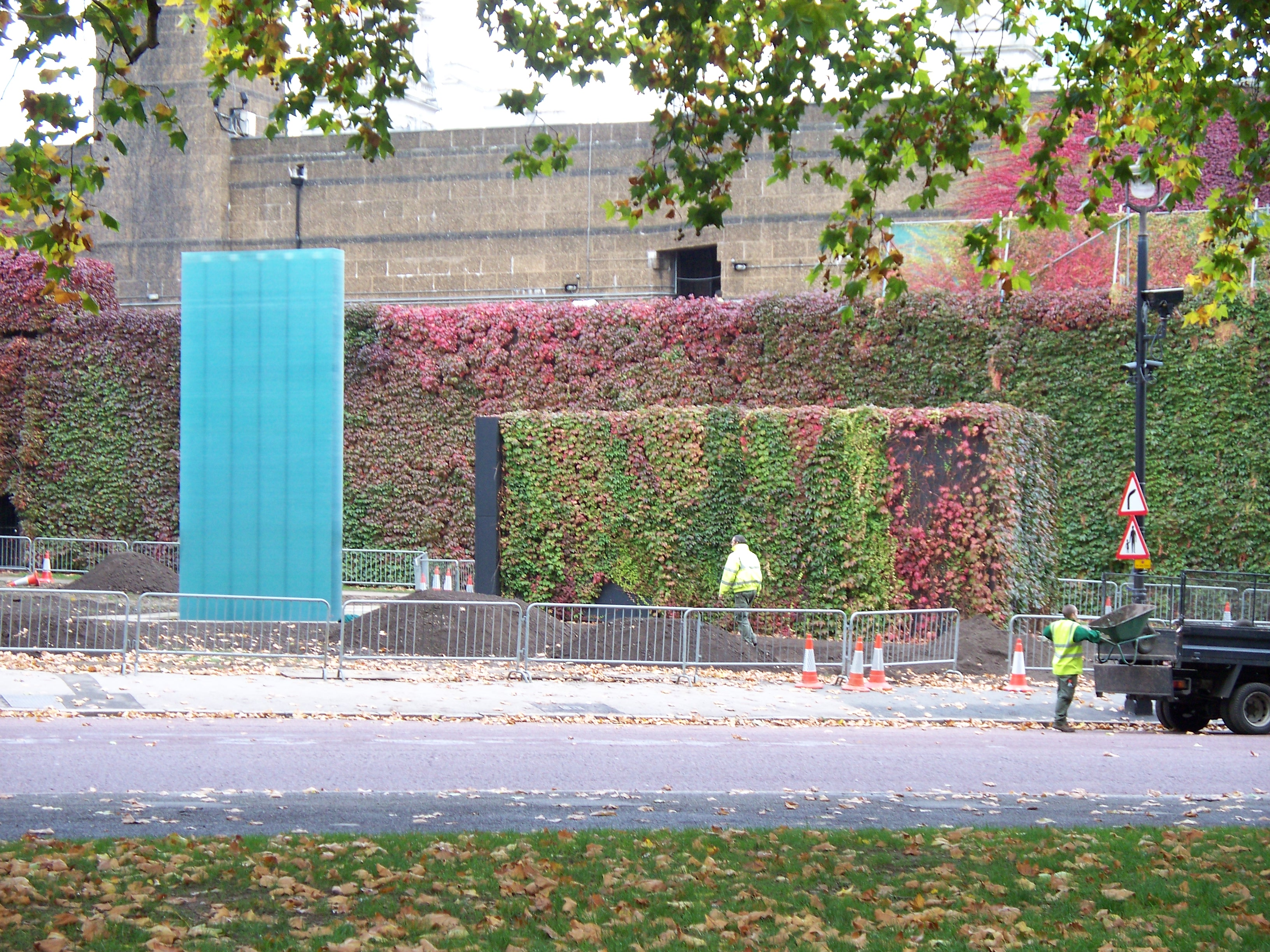
由聖詹姆士公園望向警察紀念碑

國家警察紀念碑依據諾曼·福斯特勳爵和佩爾·阿諾迪的設計而建，坐落於林蔭路和騎兵衛隊路交會口、直接位在舊海軍部大樓外。當時該址由倫敦地鐵貝克盧線的一座通風井佔據。
2004年7月22日，本址進行了象徵性的動工儀式，與會者包括英國首相東尼·布萊爾、溫納導演。倫敦警察廳和大曼徹斯特警察也派員出席，代表英國殉職人數最高的兩支警隊。
2005年4月26日，英國女王伊莉莎白二世和布萊爾首相替警察紀念碑揭幕，當時英國另外兩大黨黨魁迈克尔·霍华德和查爾斯·甘迺迪也到場觀禮，並由56名身穿英國各地警隊制服的警察擔當儀仗勤務。女王致詞時表示「（紀念碑）理當坐落在林蔭路，這顯然相當合適，倫敦此區與我國的生活方式息息相關。當人們途經本碑時，我希望他們能佇足深思其所呈現的榮耀傳統。我確信這裡所記載的英勇和個人犧牲，將會繼續鼓舞我們」。

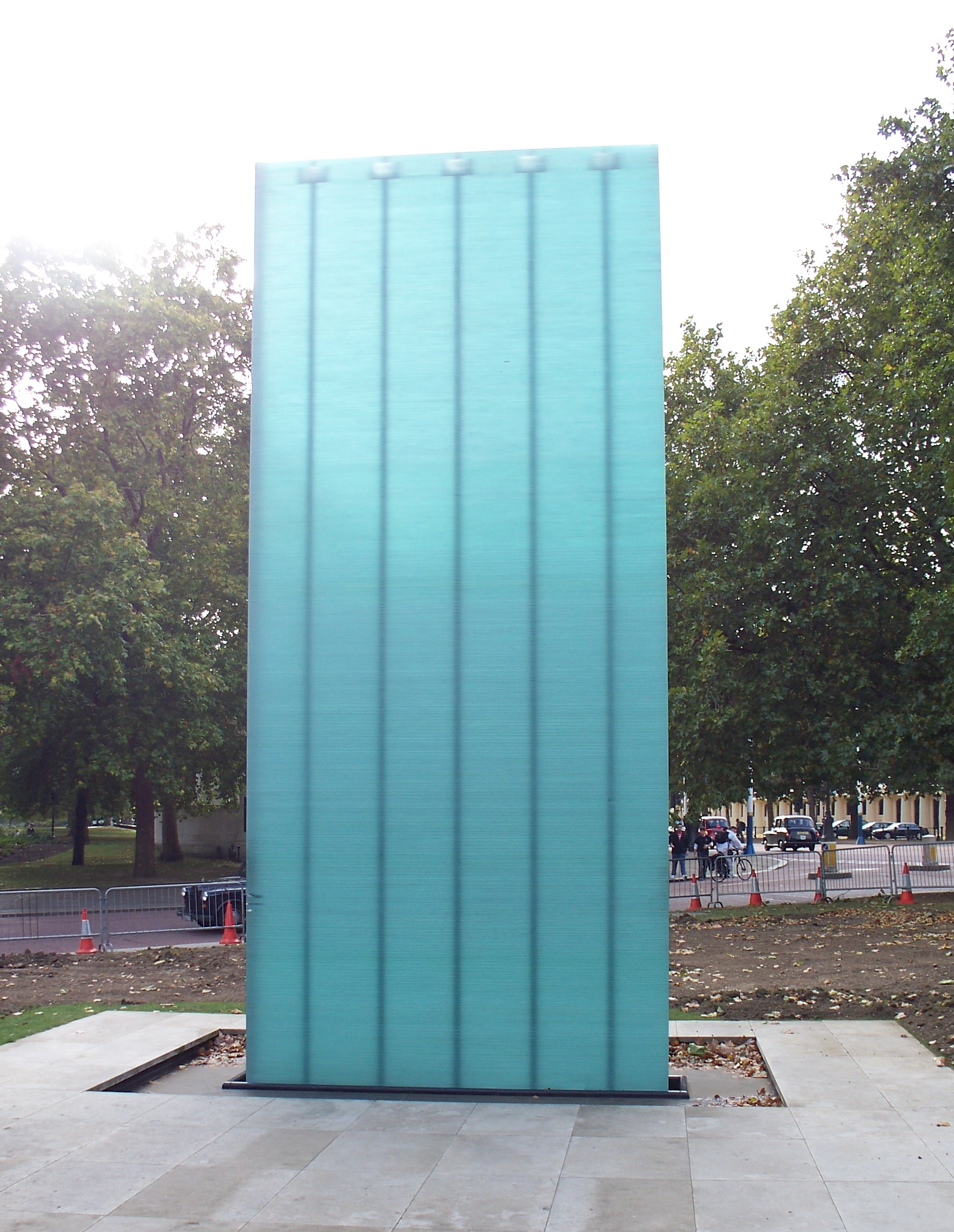
國家警察紀念碑的藍色玻璃柱，用以象徵英國警局外面的藍色標誌燈

2006年，國家警察紀念碑獲頒英國皇家建築師協會獎，並歸類為「藝術休閒類獎」。溫納對此事表達了驚訝之意，認為這種分類相當奇怪，表示自己無法想像「1,600名殉職警員怎麼能算成『藝術與休閒』」。

## 建築構成

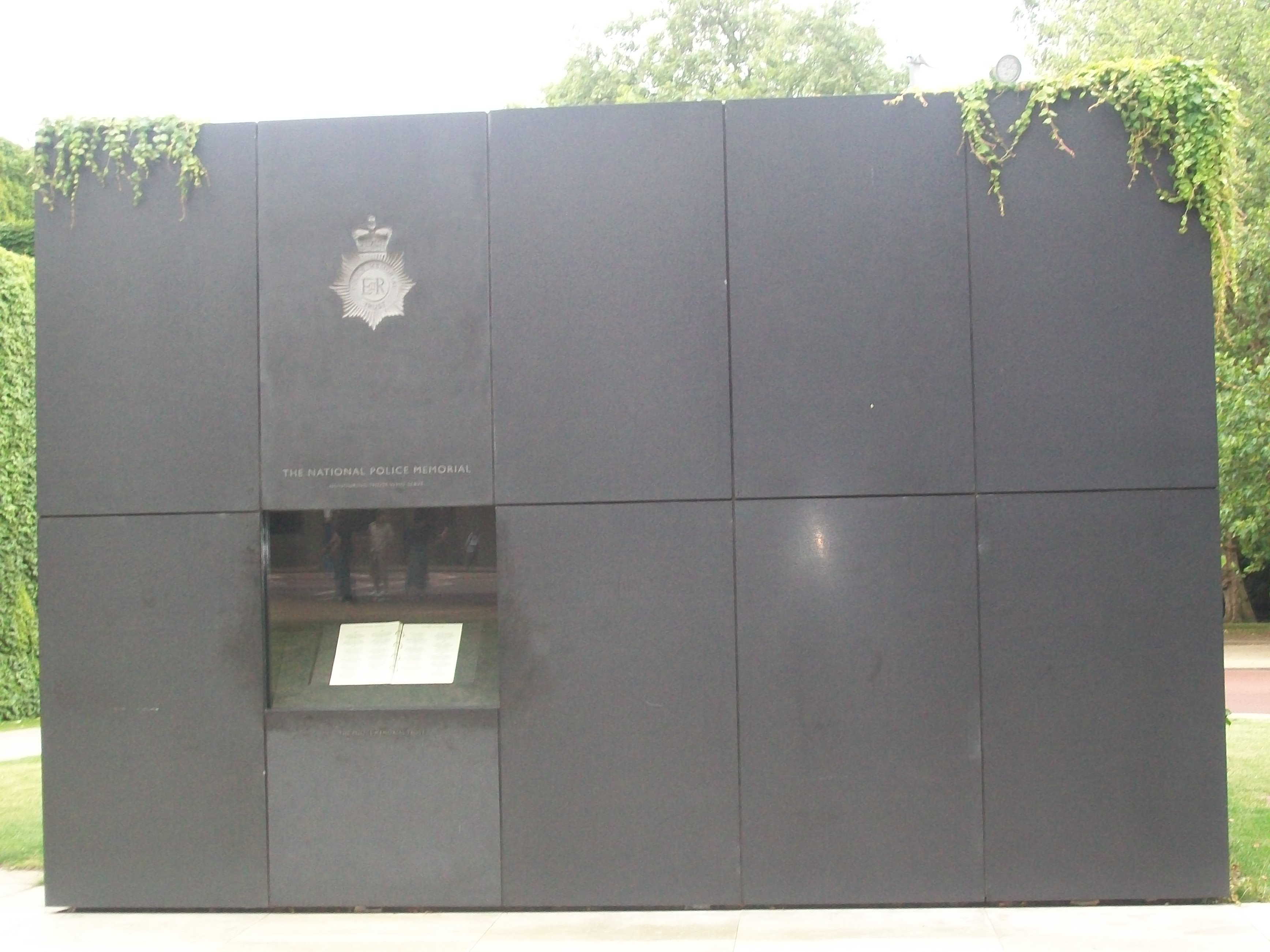
紀念碑榮譽榜展示窗

國家警察紀念碑包含兩座分離的建築體，由珀貝克石砌成的平台相連。其中一座建築是具有長方形黑色外殼、表面攀附著爬藤的通風井，北面的外牆沒有藤蔓覆蓋，上部雕刻著警察職務章和「國家警察紀念碑：表彰服勤者」（The National Police Memorial: Honouring Those who Serve）的字樣。下方的牆上還內嵌著一面展示橱窗，裡面放著一本載錄殉職員警名冊的榮譽榜。
黑色方體以北不遠處，為一座矗立在倒影池中的玻璃柱，內部由纖維光纜照明出藍色光暈，象徵英國各警察局外部依慣懸掛的藍燈。玻璃柱的設置目的，旨在替展示櫥窗將林蔭路上的人車遮蔽開來，柱體高度約有7.4公尺，由622片玻璃堆疊起來（其表面積總計954平方公尺），總重量則達28.6公噸。

## 榮譽榜

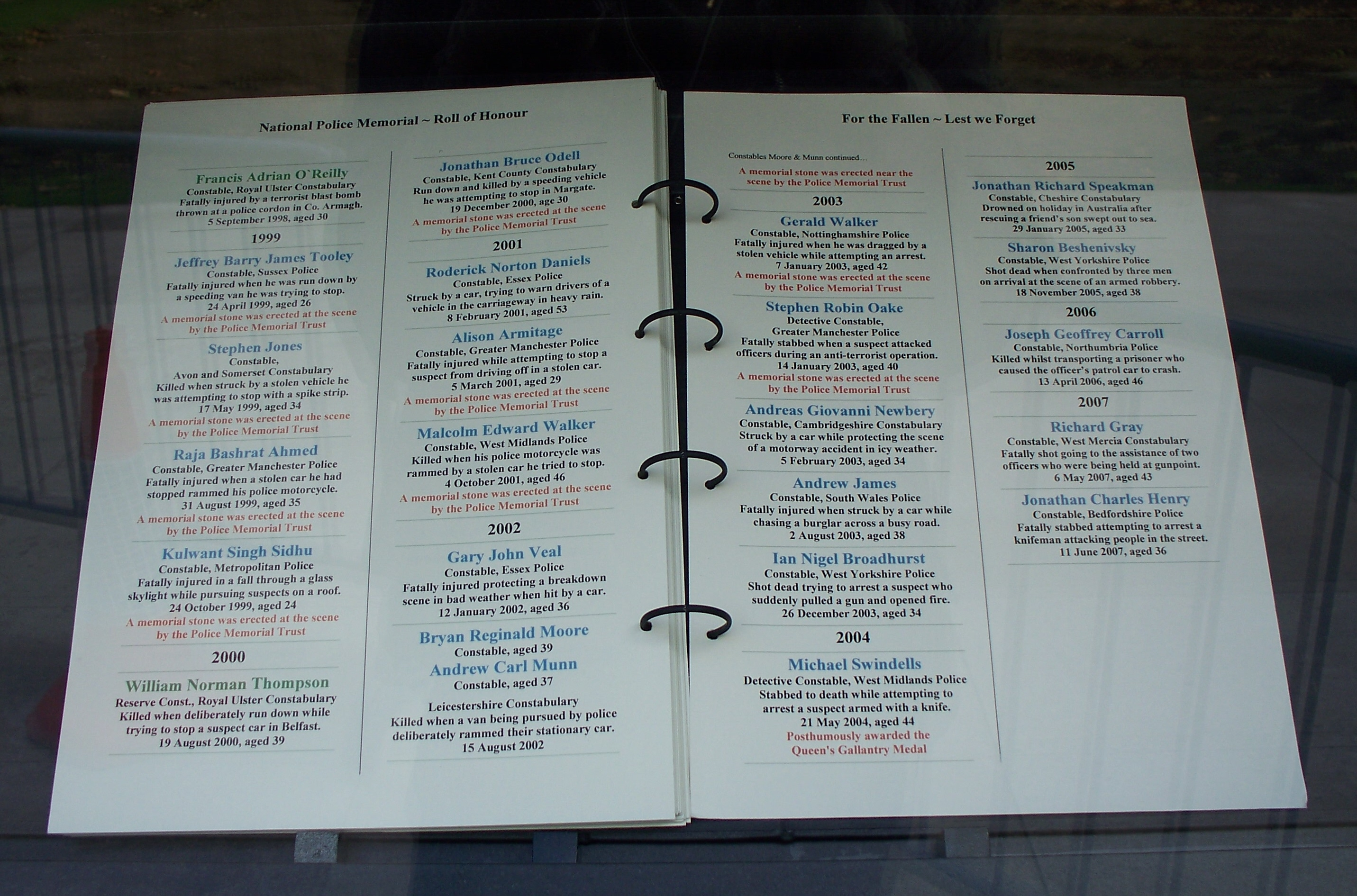
黑色方體內部展示的榮譽榜

國家警察紀念碑包括一本放在玻璃展示窗後面的榮譽榜，記載了大約1,600名在從事逮捕或危險勤務時喪命的警員，第一位入冊者則是一位在1680年殉職、姓名未知的捕役。本榜的編冊依據是警察榮譽榜信託（Police Roll of Honour Trust）记录的4,000人名单，其中列出全體殉職警務人員。

## 批評
國家警察紀念碑落成後，曾遭致一些批評，指出榮譽榜記載者僅限於執行逮捕期間殉職，或死於犯人行罪的警察，而非所有在執勤中喪命的警務人員。立碑工程開始之前，倫敦歷史公園集團（London Historical Parks Group）和當地居民協會也曾對紀念碑的選址發起反對。此外，由於紀念碑的警員名單內包括北愛爾蘭衝突期間喪命的皇家阿爾斯特警隊隊員，而使愛爾蘭共和派激起爭論。此類人士和其支持者中，有一部分認為阿爾斯特警隊和北愛爾蘭警務處事實上都是到外邦佔領的準軍事部隊，故其傷亡者既不屬「國家」，亦非「警察」。

## 外部連結
- Official website（页面存档备份，存于）
- Image gallery at Foster & Partners